# Carlinhos Paraíba
Carlinhos Paraíba (født 4. marts 1983) er en brasiliansk fodboldspiller.